# Hovet
Der Hovet (deutsch Der Hof, früherer Name: Johanneshovs Isstadion) ist eine Multifunktionshalle im Stadtteil Johanneshov der schwedischen Hauptstadt Stockholm. Die Halle ist Teil der Globen City, zu der unter anderem die Avicii Arena und die Tele2 Arena gehören. Neben den Heimspielen der Eishockeyvereine AIK Ishockey und Djurgården Hockey finden in der Arena vor allem Konzerte und andere Großveranstaltungen statt. Zudem trägt der viertklassige Skarpnäck AIK einige seiner Heimspiele im Hovet aus. Bei Eishockeyspielen bietet die Arena offiziell 8.300 Plätze, bei Konzerten finden bis zu 9.800 Zuschauer in der Arena Platz.

## Geschichte
Eröffnet wurde das Johanneshovs Isstadion am 4. November 1955 mit einem Länderspiel zwischen Schweden und Norwegen, welches die Heimmannschaft mit 7:2 gewinnen konnte. Für die Eishockey-Weltmeisterschaft 1963 wurde die Arena von 1961 bis 1962 renoviert und überdacht. Der Entwurf dafür stammte vom Architekt Paul Hedqvist. 1989 erhielt die Halle ihren heutigen Namen Hovet. Im Jahr 2002 erfolgte eine umfassende Renovierung mit der Erneuerung der Sitzplätze sowie dem Anbau eines Restaurantbereichs.
Im Zusammenhang mit dem Abriss des benachbarten Söderstadion ab 2015 und der geplanten anschließenden Errichtung eines neuen Stadtbezirks auf dem Gebiet unter dem Namen Söderhov kam es auch zu Diskussionen um die Zukunft des Hovet, da das Vorhaben den Einbezug des Hovet-Geländes vorsah, ohne das jedoch die Eishockeyvereine ohne Heimspielstätte wären. Nachdem das Gelände knapp sieben Jahre brach gelegen war, wurde im Juni 2022 schließlich beschlossen, dass ab 2024 die benachbarte Avicii Arena – auch im Hinblick auf die Eishockey-Weltmeisterschaft 2025 – saniert und modernisiert werden soll, nach der Neueröffnung 2025 soll in der Folge das Hovet abgerissen werden.

## Nutzung
Eishockeyvereine, die zu früheren Zeiten ihre Spiele im Hovet austrugen, sind der IK Göta, der IFK Stockholm, Stureby SK, Mälarhöjden/Västertorp, Brinkens IF, der AC Camelen, Karlbergs BK, Årsta Södra IF, der Huddinge IK, Danderyd/Täby Hockey, Lidingö HC und Hammarby Hockey. Zudem bestritten der IF Cobran und der Reymersholms IK einige Vorbereitungsspiele im Johanneshovs Isstadion.

## Galerie

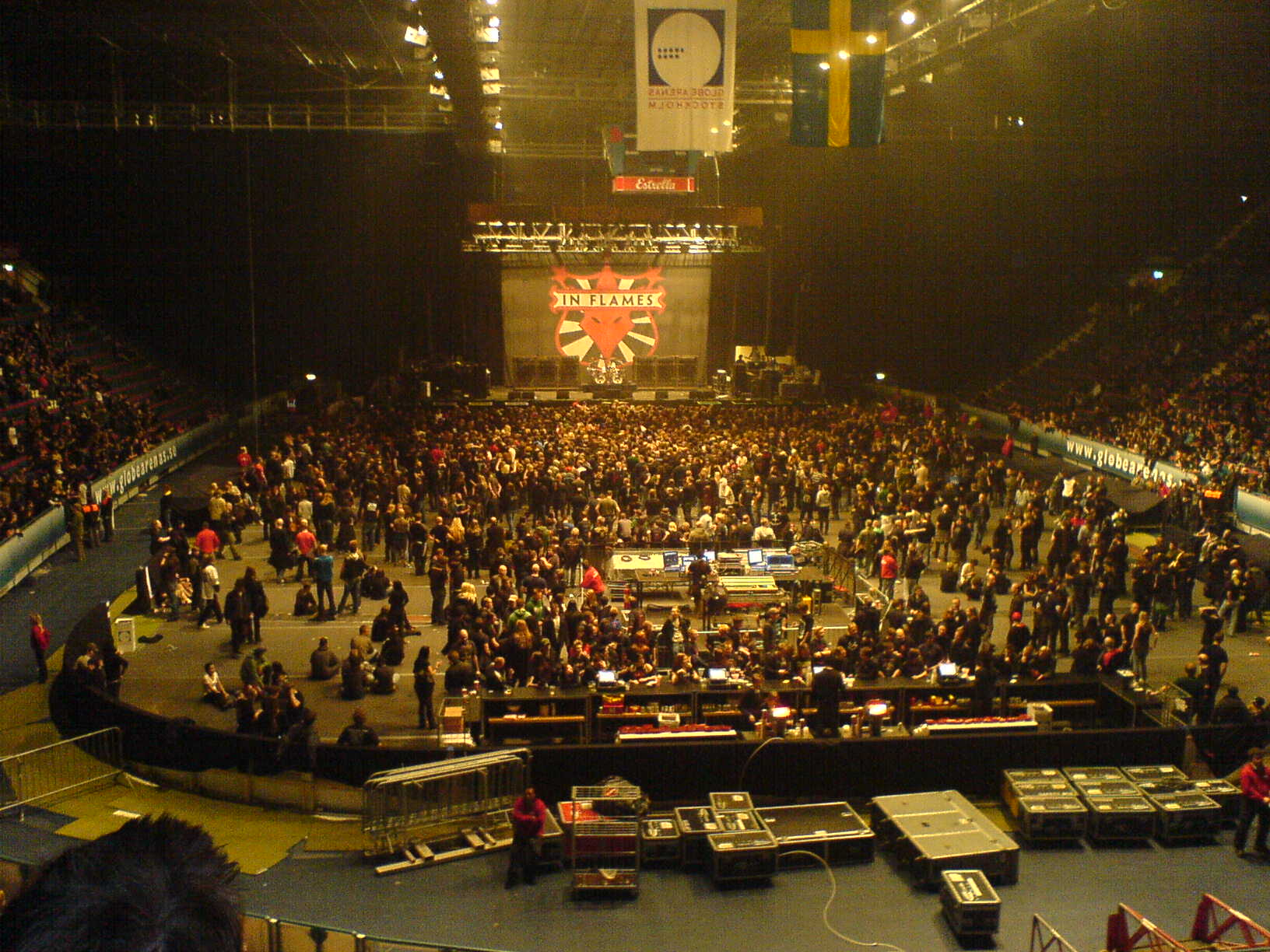
Konzert der Band In Flames, 2006
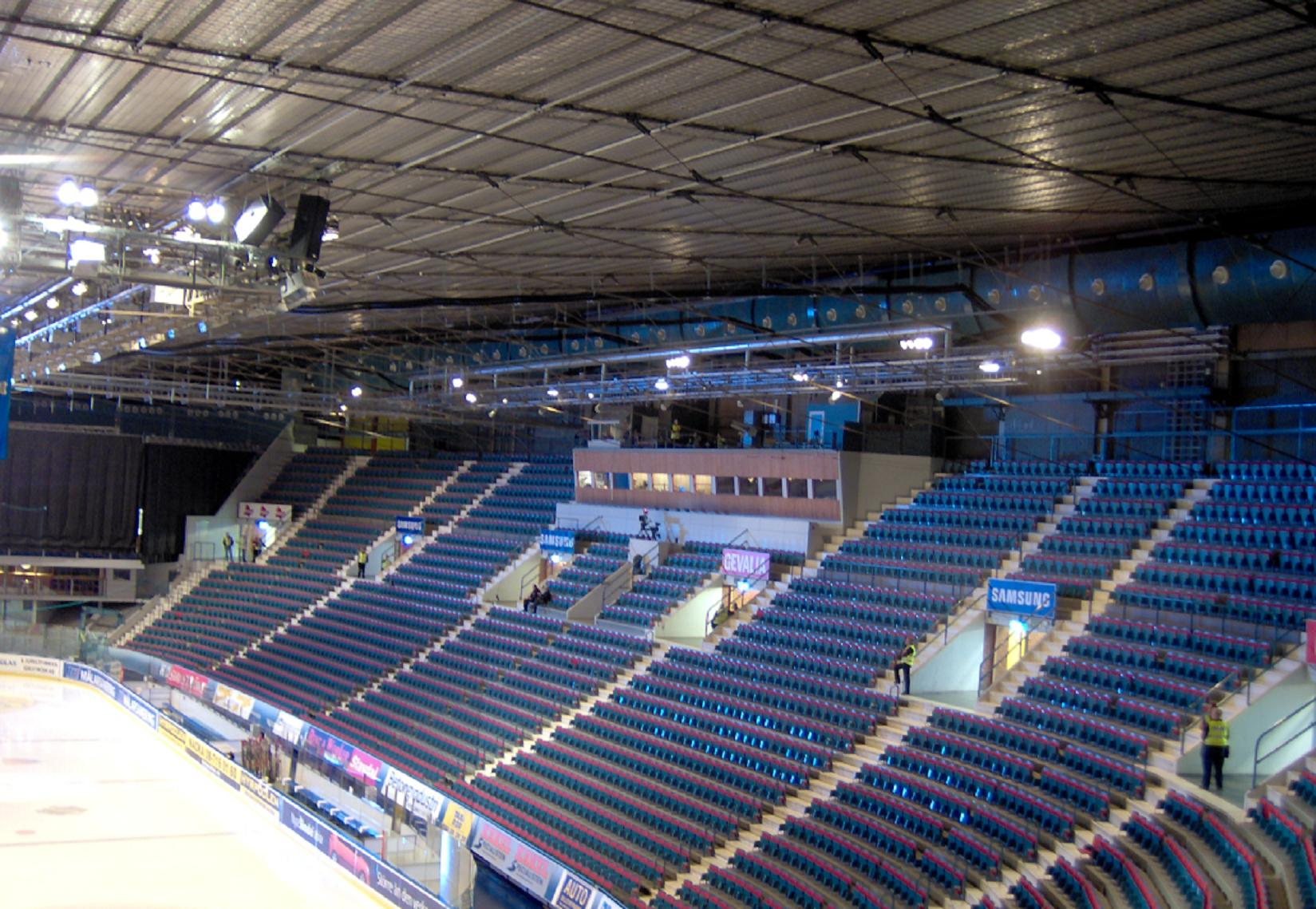
Innenansicht, 2007
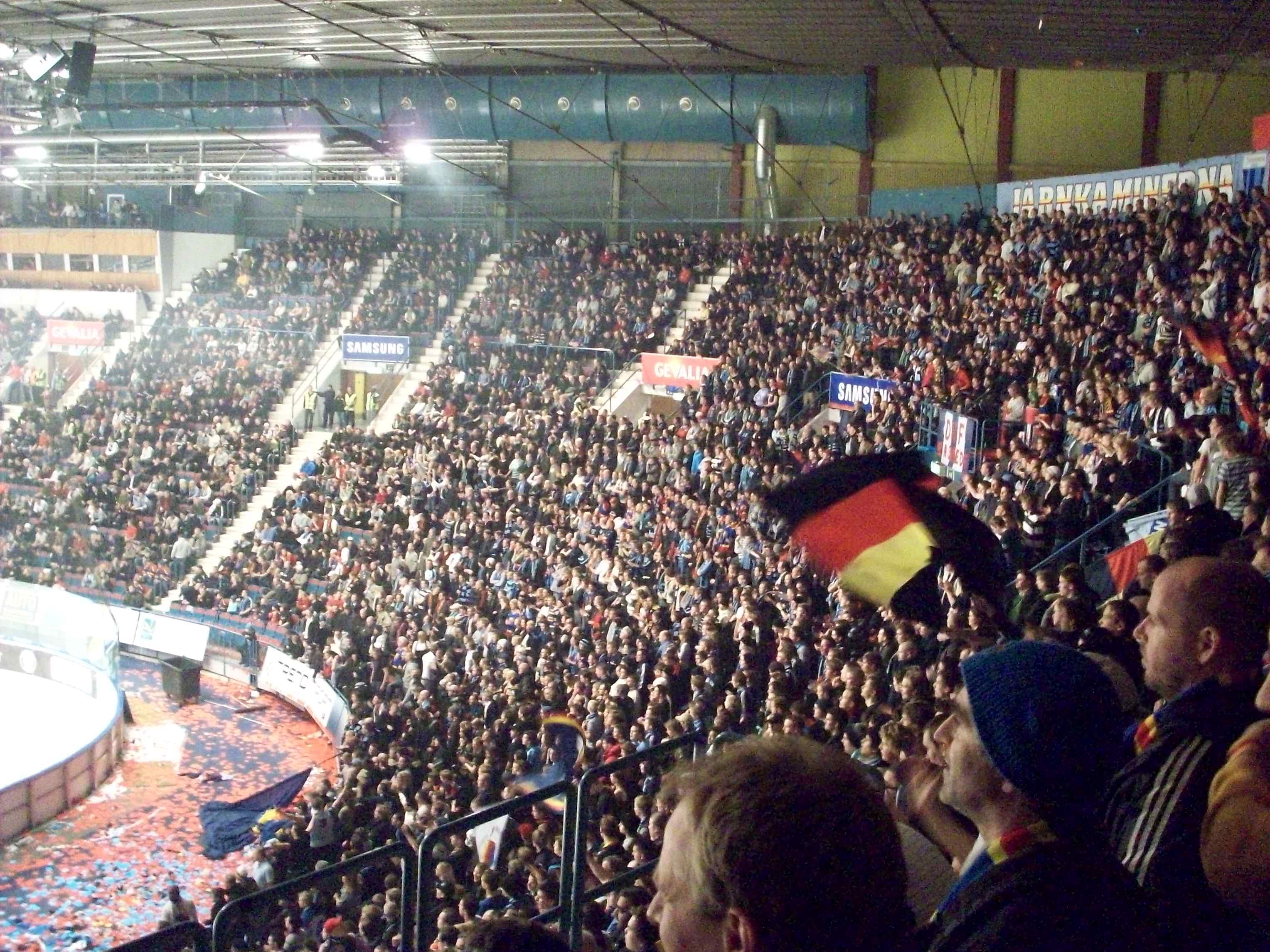
Während eines Eishockeyspiels, 2008
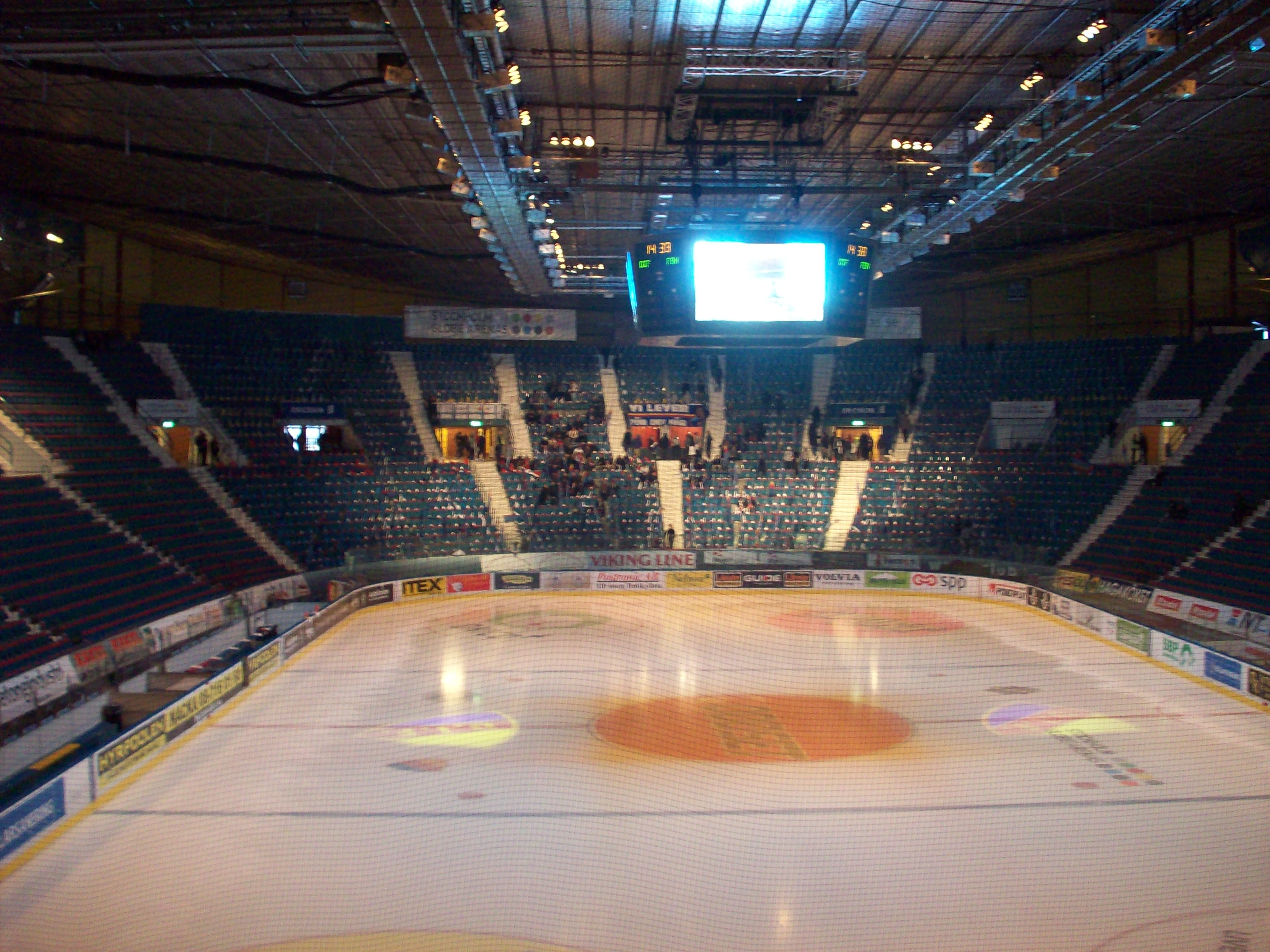
Gesehen vom V.I.P.-Bereich, 2010